# 咲花温泉
咲花温泉（さきはなおんせん）は、新潟県五泉市にある温泉。弱アルカリ性のエメラルドグリーンの硫黄泉で知られる。

## 泉質
- 硫黄泉
  - 源泉温度54℃
  - 硫黄泉でありながら硫酸塩泉の基準も満たしている。
  - 源泉は湧出時無色だが空気に触れて反応するとエメラルドグリーンに色づく。
  - 現在の井戸は咲花温泉6号井。

## 温泉街
阿賀野川沿いに温泉街が広がる。旅館、ホテルは6軒存在する（すべての旅館で源泉を引湯している）。越後湯沢温泉や月岡温泉のように大型資本が流入せず、中小の宿が集まり、ほどよく鄙びた温泉街を形成している。
咲花独特のイベントとして6月第2金曜日開催の「水中花火大会」が名物となっている。
温泉街から少し離れた阿賀野市側にはホテル1軒が建つ「新咲花温泉」がある。

## 歴史
古く（安政年間とも言われる）からこの地域の阿賀野川岸に湯や湯の華が湧き出ており、集落で利用されていた。1954年（昭和29年）、五泉町育ちの地質学者、本間孝義が温泉井戸の掘削を行い、深さ19 mにて57℃の湯が湧出。翌1955年（昭和30年）3月に最初の旅館が開業となった。これが咲花温泉の温泉街のはじまりであり、「先鼻」の地名を「咲花」に改名し、旅館は「咲花館」とされた。同8月には「湯元館」、同11月には「佐取館」、翌1956年（昭和31年）には「阿賀ホテル」、1958年（昭和33年）には「一水荘」、1960年（昭和35年）には「柳水園」が開業し、1971年（昭和46年）5月時点では旅館10館、客室数91、収容人数366名の温泉地となった。
1959年（昭和34年）には旅館協同組合が、1962年（昭和37年）には観光協会ができた。
1980年代には阿賀野川ライン舟下りの湊ができ、1999年（平成11年）にはSLばんえつ物語が運行開始するなど阿賀野川沿川の観光拠点となっていった。
2011年9月には阿賀野川沿いに高床式ウッドデッキ「咲花きなせ堤河床」が完成した。

### 災害復旧事業
1967年（昭和42年）の8.28水害（羽越豪雨）では土石流により甚大な被害が出た。
平成23年7月新潟・福島豪雨では床上・床下浸水の被害を受けたことを受け、災害復旧事業が行われることとなった。この際、堤防嵩上げによる眺望悪化やコンクリート壁に囲まれた温泉街のあり方が問題視されたため、河川空間利活用を含めたまちづくりの取り組みとして2012年（平成24年）に「咲花温泉かわまちづくり構想」が策定。2016年（平成28年）1月には河川空間のオープン化を図る「都市・地域再生等利用区域」に指定され、同年4月に一連の復旧事業が完了した。

## 交通アクセス
- JR磐越西線 咲花駅下車すぐ。

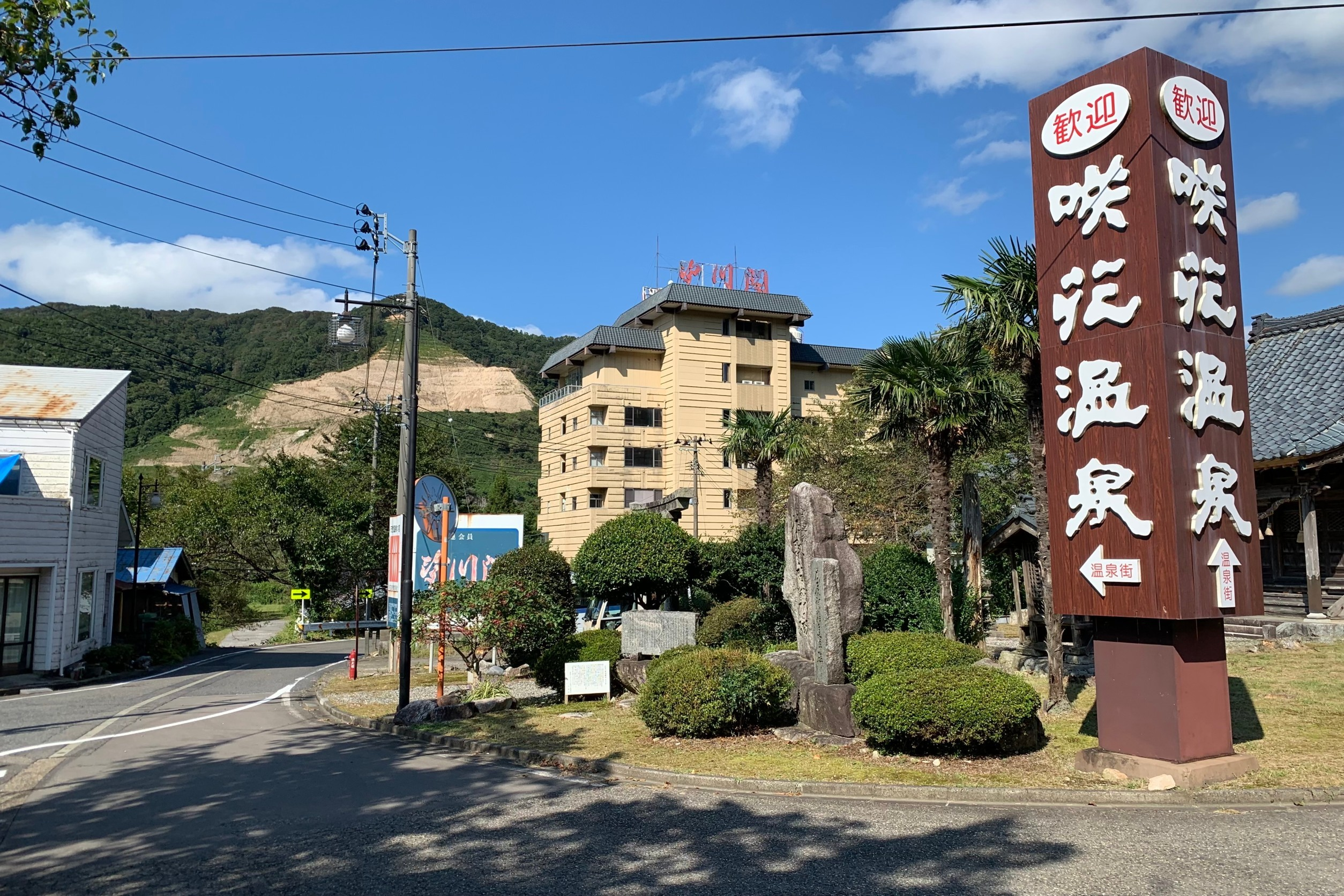
咲花駅前にある案内看板。道に沿って行くと温泉街となる。

1956年（昭和31年）から1961年（昭和36年）国鉄咲花駅開業までは、国鉄馬下駅付近から船が運航されていた。